# گزارش توسعه جهانی
گزارش توسعه جهانی (به انگلیسی: World Development Report با سرواژه WDR) یک گزارش سالانه است که از سال ۱۹۷۸ میلادی توسط بانک بین‌المللی بازسازی و توسعه (IBRD) یا بانک جهانی منتشر می‌شود. هر WDR تجزیه و تحلیل عمیقی از جنبه خاصی از توسعه اقتصادی را ارائه می‌دهد. گزارش‌های گذشته موضوعاتی مانند کشاورزی، جوانان، عدالت، ارائه خدمات عمومی، نقش دولت، اقتصادهای در حال گذار، نیروی کار، زیرساخت‌ها، بهداشت، محیط زیست، مدیریت ریسک و فقر را مورد توجه قرار داده‌اند. این گزارش‌ها شناخته شده‌ترین کمک بانک جهانی به تفکر در مورد توسعه است.

## گزارش توسعه جهانی ۲۰۲۱
گزارش توسعه جهانی ۲۰۲۱: داده‌ها برای زندگی بهتر، پتانسیل فوق‌العاده تغییر چشم‌انداز داده‌ها را برای بهبود زندگی مردم فقیر بررسی می‌کند، در حالی که پتانسیل این داده‌ها را برای باز کردن درهای پشتی که می‌تواند به افراد، مشاغل و جوامع آسیب برساند را نیز بررسی می‌کند. این گزارش استفاده‌های مختلف از داده‌ها را به عنوان یک کالای عمومی و همچنین استفاده شده توسط بازیگران خصوصی برای افزایش بهره‌وری مورد مطالعه قرار می‌دهد. این گزارش مکانیسمی را بررسی می‌کند که می‌تواند برای اطمینان از استفاده سودمند و پایدار از داده‌ها ایجاد شود.

## فهرست تمامی گزارش‌ها ۱۹۷۸–۲۰۲۲
- 2022: Finance for an Equitable Recovery
- 2021: Data for Better Lives
- 2020: Trading for Development in the Age of Global Value Chains
- 2019: The Changing Nature of Work
- 2018: LEARNING to Realize Education’s Promise
- 2017: Governance and the Law
- 2016: Digital Dividends
- 2015: Mind, Society, and Behavior
- 2014: Risk and Opportunity
- 2013: Jobs
- 2012: Gender Equality and Development
- 2011: Conflict, Security, and Development
- 2010: Development and Climate Change
- 2009: Reshaping Economic Geography
- 2008: Agriculture for Development
- 2007: Development and the Next Generation
- 2006: Equity and Development
- 2005: A Better Investment Climate for Everyone
- 2004: Making Services Work for Poor People
- 2003: Sustainable Development in a Dynamic World
- 2002: Building Institutions for Markets
- 2000–01: Attacking Poverty
- 1999–00: Entering the 21st Century
- 1998–99: Knowledge for Development
- 1997: The State in a Changing World
- 1996: From Plan to Market
- 1995: Workers in an Integrating World
- 1994: Infrastructure for Development
- 1993: Investing in Health
- 1992: Development and the Environment
- 1991: The Challenge of Development
- 1990: Poverty
- 1989: Financial Systems and Development
- 1988: Public Finance in Development
- 1987: Industrialization and Foreign Trade
- 1986: Trade and Pricing Policies in World Agriculture
- 1985: International Capital and Economic Development
- 1984: Population Change and Development
- 1983: Management in Development
- 1982: Agriculture and Economic Development
- 1981: National and International Adjustment
- 1980: Poverty and Human Development
- 1979: Structural Change and Development Policy
- 1978: Prospects for Growth and Alleviation of Poverty